# 刺鳞草
刺鳞草（学名：Centrolepis banksii）为刺鳞草科刺鳞草属的植物。分布于澳大利亚、越南、马来西亚以及中国大陆的海南省等地，生长于海拔10米至100米的地区，见于旷野、草地、旱田或河边质土上，目前尚未由人工引种栽培。